# Готорн, Натаниэль
Натаниэль Го́торн (встречаются варианты Натаниел Готорн, Ната́ниел Хо́торн, Натаниель Гоуторн; англ. Nathaniel Hawthorne; 4 июля 1804, Сейлем, Массачусетс — 19 мая 1864, Плимут, Нью-Гэмпшир) — американский писатель, один из первых и наиболее общепризнанных мастеров американской литературы. Внёс большой вклад в становление жанра рассказа (новеллы) и обогатил литературу романтизма введением элементов аллегории и символизма. Отец Джулиана Готорна. Его именем назван город в Калифорнии.

## Биография
Родился в Сейлеме в семье морского капитана Натаниэля Хаторна (позже эта фамилия превратится из Hathorne в Hawthorne) и Элизабет Мэннинг, потомков поселенцев из Англии, прибывших в Америку в XVII веке. В 1808 году остался без отца, умершего от жёлтой лихорадки в Суринаме, и вместе с двумя сёстрами и матерью перебрался к её родителям, бывшим зажиточными для своего времени. После смерти Ричарда Мэннинга в 1813 году его сын Роберт взял на себя заботу о сестре и её детях.
Натаниэль-младший с детства увлекался чтением и к 17 годам задумывался о профессии литератора, отвергая обычные для его круга профессии священника, врача или юриста. В 1819 году начал подготовку к поступлению в колледж, одновременно работая клерком в принадлежащей Мэннингам компании дилижансных перевозок. На следующий год поступил в Боудин-колледж, который окончил в 1825 году со средними оценками, но обзавёлся за время учёбы несколькими близкими друзьями, двое из которых — Горацио Бридж и Генри Лонгфелло — впоследствии помогли Готорну издать его первую книгу, а третий, Франклин Пирс, став президентом США, обеспечил ему назначение консулом в Ливерпуль.
Уже с детства Готорн обнаруживал крайнюю нелюдимость. Он испытывал, особенно в молодости, угрызения совести за своих предков-пуритан, один из которых вынес обвинительный приговор салемским ведьмам. С самых ранних произведений заметное место в его прозе занимала тема вины за старые грехи, в том числе грехи предков.
По окончании колледжа вернулся в семейное гнездо в Сейлеме с целью сосредоточиться на писательской карьере. С этого времени начался период, который сам Готорн определял как «12 одиноких лет». Он не порывал с социальной жизнью полностью, продолжая участвовать в балах и карточных играх, совершая долгие пешие прогулки по Сейлему и окрестностям, а летом — поездки в различные места Новой Англии и за её пределы, но его вовлечённость в повседневную жизнь оставалась ограниченной, сюжеты произведений, по собственным словам, были надуманными, а их ключевым источником часто становились старые газетные подшивки.
Первый роман Готорна — небольшое готическое произведение «Фэншо» (англ. Fanshawe, 1828), основанное на его собственном опыте студенческих лет, — он счёл неудачным, и хотя ряд критиков отозвались о нём одобрительно, до конца жизни не признавал своего авторства. После этого Готорн подготовил один за другим три сборника рассказов, ни один из которых не был издан в полном виде. Первый из них, «Семь историй моей родины» (англ. Seven Tales of My Native Land), писатель в итоге сжёг, а рассказы из двух остальных начал публиковать по отдельности, получая за них по доллару за страницу. За шесть лет, начиная с 1830 года, пять рассказов Готорна были, поначалу анонимно, изданы в Salem Gazette, ещё около дюжины — в New-England Magazine и других периодических изданиях и 28 — в подарочном рождественском альманахе Сэмюэла Гудрича The Token. В 1836 году, чтобы обеспечить себе постоянный заработок, писатель согласился занять место редактора издания American Magazine of Useful and Entertaining Knowledge, где ему был предложена зарплата в 500 долларов в год. Вскоре, однако, журнал обанкротился и из причитавшихся редактору денег тот получил только 20 долларов.
За первую детскую книгу Готорна Peter Parley’s Universal History, on the Basis of Geography Гудрич заплатил ему 100 долларов. В 1837 году свет увидел первый сборник рассказов Готорна — «Дважды рассказанные истории» (англ. Twice-Told Tales, для которого тот отобрал 18 ранее написанных произведений. Выбор рассказов был сделан с расчётом максимально полно показать литературный диапазон автора; о них восторженно отозвались Г. У. Лонгфелло и Э. А. По. Несмотря на это, финансовое положение писателя оставалось тяжёлым и в 1839 году он устроился на работу на бостонскую таможню, где занимался проверкой грузов угля и соли. Хотя рутинная работа, по словам Готорна, притупляла его воображение, он продолжал писать. В 1841 году вышел сборник исторических очерков для детей под заглавием «Дедушкино кресло» (англ. Grandfathers Chair), затем сборники «Знаменитые старики» (англ. Famous Old People) и «Дерево Свободы» (англ. Liberty Tree), которые издала Элизабет Пибоди, сестра возлюбленной Готорна Софии Пибоди.

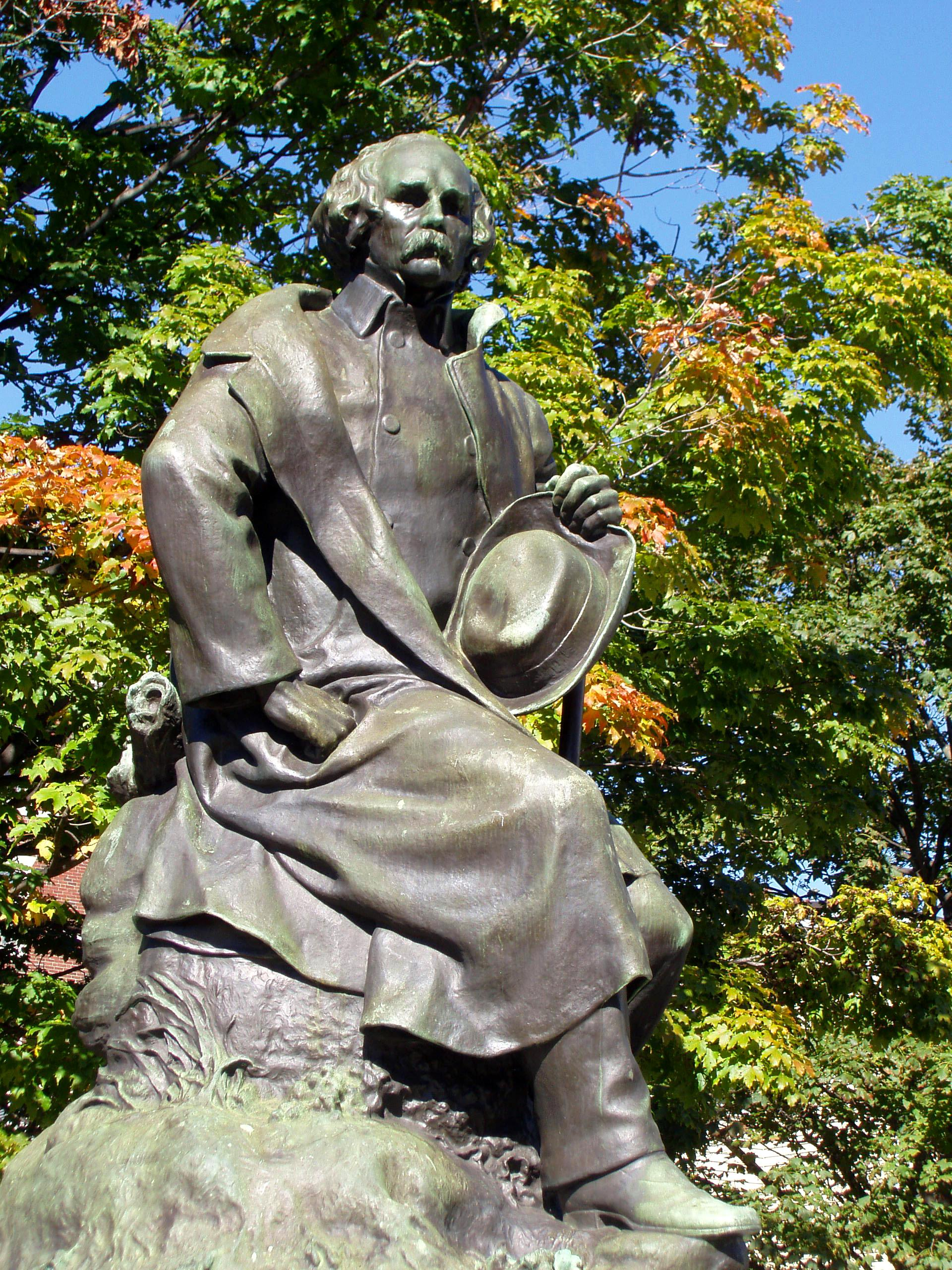
Памятник Готорну в Сейлеме, скульптор Бела Пратт

В ноябре 1840 года, проработав на таможне менее двух лет, бросил эту должность. В поисках положительных этических ценностей увлёкся трансцендентализмом и в апреле 1841 года примкнул к фурьеристской коммуне Брукфарм, однако тяжёлый фермерский труд не оставлял времени для литературного творчества, и Готорн покинул коммуну осенью того же года. После выхода в свет расширенного двухтомного издания «Дважды рассказанных историй», включавшего 39 произведений вместо изначальных 18, в июле 1842 года женился на Софии Пибоди. Молодожёны переехали в Конкорд (Массачусетс), где в 1846 году София родила дочь Уну. Годы жизни в Конкорде Готорн воспринимал в самых оптимистичных тонах и издал за это время 20 рассказов, во многих из которых воспевал любовь как необходимое условие самореализации. Однако издатели платили автору мало и задерживали оплату, Готорны продолжали нуждаться в деньгах и осенью 1845 года по требованию владельца особняка, в котором они проживали в Конкорде, были вынуждены освободить дом и вернулись к родственникам.
По протекции друзей из Демократической партии Готорн в 1846 году снова получил место на таможне, где занял должность инспектора. В июне того же года у него родился сын Джулиан и вышел в свет сборник «Легенды старой усадьбы» (англ. The Mosses from an old manse), в который вошло более 20 новелл и очерков, в основном написанных в последние годы (два произведения публиковались раньше и ещё один рассказ, хотя и был написан давно, прежде не издавался). В дальнейшем, однако, работа на таможне, обеспечивавшая семье Готорна безбедное существование, снова начала препятствовать литературному труду, и за три года в должности таможенного инспектора он написал только два новых рассказа. В июне 1849 года, после победы вигов на выборах, Готорн был уволен, а в следующем месяце умерла его мать.
В сентябре 1849 года, всё ещё под впечатлением от смерти матери и собственного увольнения по политическим причинам, Готорн начал работу над своим первым романом «Алая буква». Уже в конце осени продвижением нового произведения занялся Джеймс Т. Филдс, младший партнёр в ведущем издательском доме Бостона Ticknor, Reed, and Fields. По настоянию Филдса Готорн отказался от первоначально планируемых «лёгких» вставок в мрачный сюжет романа. В марте 1850 года произведение, которое предваряло длинное автобиографическое предисловие от автора, увидело свет, получило высокие оценки от критиков как первый полноценный роман американской литературы и разошлось высоким тиражом. «Алая буква» была обвинительным приговором американскому пуританству, а предисловие «Таможня» (англ. The Custom-House) содержало резкую критику лицемерия современных Готорну политических элит.
Той же весной Готорн навсегда покинул Сейлем, переехав в Ленокс. На следующий год вышел его второй роман, «Дом о семи фронтонах», в центре которого оказывается история упадка и вырождения сейлемского семейства. В мистический сюжет автор вплёл описания мест и персонажей, основанных на реальных прототипах. Многие критики оценили новый роман даже выше, чем «Алую букву», хотя его счастливая развязка некоторым из них не понравилась. Проживая в Леноксе, Готорн также подготовил к печати последний значительный сборник рассказов — «Снегурочка» (англ. The Snow Image), вышедший в 1851 году. В эту книгу вошли несколько новых рассказов и 11 написанных ранее. Он также опубликовал сборник переложений греческих мифов «Чудесная книга» (англ. A Wonder-Book for Girls and Boys). В мае 1851 года в семье Готорна появился третий ребёнок — дочь Роуз.
Совершенство художественной формы романов Готорна и глубина их нравственной проблематики нашли многочисленных почитателей среди молодых литераторов, таких, как Генри Джеймс. Один из них — Герман Мелвилл — поселился рядом с ним и посвятил Готорну «в знак преклонения перед его гением» свой знаменитый роман «Моби Дик».
В ноябре 1851 года, в месяц выхода «Моби Дика», Готорны переехали из Ленокса в Уэст-Ньютон, а оттуда снова в Конкорд. Проживая в Уэст-Ньютоне у своего свояка Хораса Манна, Готорн быстро написал свой третий роман, «Блайтдейл» (англ. The Blithedale Romance). Хотя сам автор утверждал, что события и фон романа носят только поверхностное сходство с его собственным опытом жизни в коммуне Брукфарм, критики оценили произведение как глубоко автобиографическое, а его героя-рассказчика Кавердейла как злую автопародию. Тем не менее и этот роман получил высокие оценки.
Летом 1852 года, во время предвыборной кампании Франклина Пирса, Готорн принял предложение написать для неё биографию своего бывшего соученика. Пирс выиграл выборы, стал президентом и назначил Готорна американским консулом в Ливерпуле. В июле 1853 года, вскоре после выхода в свет «Тэнгльвудских историй» (англ. Tanglewood Tales) — второго тома переложений древнегреческих мифов, — Готорны отплыли в Европу. Писатель оставался в Великобритании на протяжении четырёх лет, до 1957 года. Он вёл полную жизнь, выполнял множество официальных и неофициальных обязанностей, но для занятий художественной литературой возможностей не находил. К моменту освобождения поста консула Готорны скопили достаточно денег для длительной поездки в Италию, где в их круг общения входили многочисленные выходцы из США. Наследием пребывания в Италии стали обширные дневниковые записи и материалы, которые легли в основу последнего романа Готорна «Мраморный фавн» (англ. The Marble Faun, в русском переводе 1860 года — «Переворот»). Ради работы над этим произведением писатель отложил начатую рукопись готического романа The Ancestral Footstep, так в итоге и оставшегося незавершённым.
Осенью 1858 года Уна Готорн заболела малярией, от последствий которой полностью так никогда и не оправилась. Вернувшись летом следующего года в Англию, Готорн по совету Джеймса Филдса задержался там, чтобы закончить работу над «Мраморным фавном». Роман увидел свет в начале 1860 года и был встречен одобрением критики как в Англии, так и в США. Особо отмечался «международный» характер произведения, где противопоставлялись персонажи из старой Европы и США.
Вернувшись в Америку летом 1860 года, Готорн пытался продолжить карьеру романиста, начиная один готический роман за другим, но все они оказывались перегружены символикой и сюжетными ходами, в итоге автор разочаровывался в них и не дописал до конца ни один. В это время в США шла Гражданская война между Севером и Югом, и идейная позиция Готорна в ней оказалась неоднозначной. Морально осуждая рабство и желая победы Северу, он в то же время страшился слишком радикальных социальных перемен и, по собственным словам, не испытывал симпатий к аболиционистам. В итоге в последние годы он почти ничего не издал, за исключением нескольких публицистических и документальных очерков. Очерки, основанные на дневниковых записях, сделанных за годы пребывания в Англии, были сведены в сборник «Наша старая родина» (англ. Our Old Home), который, как и начало романа «Долливер» (англ. The Dolliver Romance), опубликовал редактируемый Филдсом журнал Atlantic Monthly.
В последние полгода жизни здоровье Готорна пришло в упадок, хотя точного диагноза ему так и не поставили. В мае 1864 года, в попытке поправить здоровье, он в сопровождении Франклина Пирса отправился в поездку в Нью-Гэмпшир, но умер во время неё в городе Плимут. Похоронен спустя четыре дня на кладбище Слипи-Холлоу в Конкорде. Ряд произведений Готорна изданы после его смерти (в частности, «Септимус Фильтон» в 1872 и «Тайна д-ра Гримшоу» в 1883 году).

## Новеллы Готорна
- «Погребение Роджера Мэлвина» (1832) — действие этого рассказа начинается в 1725 году, когда после битвы с индейцами Роджер Мэлвин и его будущий зять Рёбен пробираются через заросли к своим. Поскольку оба ранены, старший из беглецов убеждает другого оставить его в лесу, при условии, что позднее тот вернётся с подмогой и либо спасёт его, либо предаст погребению его тело. Для опознания места Рёбен привязывает к верхушке молодого дуба свой платок. По возвращении в поселение Рёбен не решается признаться невесте, что оставил её отца на верную смерть, и пренебрегает данным тому обещанием. Однако душе его нет покоя. Много лет спустя Рёбен с женой и сыном отправляются в поисках лучшей доли на запад. Во время охоты Рёбен случайным выстрелом убивает сына. Когда он склоняется над его телом, вверху разгибается ветка дуба, на которой им был привязан (за много лет до этого) платок.

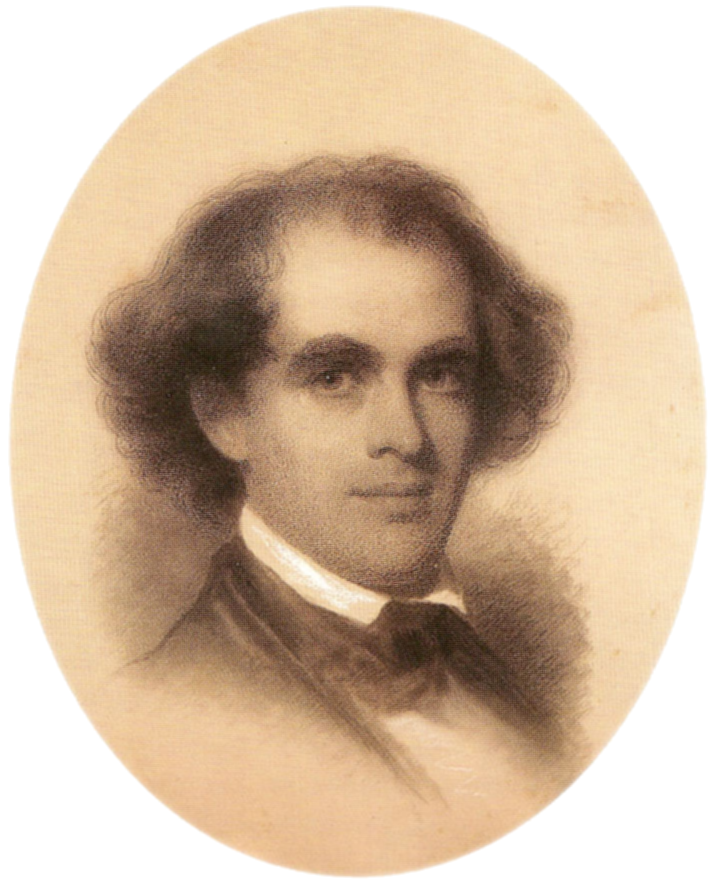
Натаниэль Готорн (1846)

- «Мой родич, майор Молинью» (1831) — исторический рассказ о времени, предшествующем Американской революции. Повествование ведётся от имени молодого провинциала, прибывшего в Бостон, чтобы устроиться на службу по протекции родственника, майора Молинью. Оказавшись в центре предреволюционного волнения, он долго не может понять, что происходит вокруг, пока мимо не проводят униженного и подвергнутого гражданской казни британца Молинью, с которым он связывал мечты о карьере.
- «Молодой Браун» (1835) — действие происходит в пуританской Новой Англии XVII века. Молодой сейлемец по имени Браун ночью оставляет жену, чтобы встретиться в лесу с таинственной демонической фигурой, которая зовёт его на совершение нечистого обряда в ночной чаще. Молодой человек колеблется, не вернуться ли ему к молодой жене, но встречает спешащих на ночной шабаш горожан, среди которых и его возлюбленная. Пробудившись поутру, он не может определить, было ли всё произошедшее явью или видением, становится нелюдимым и до самой смерти подозревает окружающих в чёрных делах.
- «Опыт доктора Хейдеггера» (1837) — аллегорический рассказ о старом учёном, который обнаружил источник вечной молодости. Его товарищи пробуют эликсир молодости — и на время возвращаются к греховным проказам былых лет. Этот опыт убеждает старика, что уж лучше старость, чем постоянное повторение ошибок юности.
- «Родимое пятно» (1843) повествует о молодом учёном аристократе, которого изводит родинка на щеке прекрасной жены — единственный изъян на её теле. Он убеждает её вывести родимое пятно при помощи косметической операции, однако, как только жена обретает физическое совершенство, душа покидает её тело. Ярко выписана фигура похожего на Франкенштейна помощника учёного. В финале повествователь делает вывод о том, что лучшее — враг хорошего.
- «Дочь Раппаччини» (1844) — переработка старинной истории о красавице, которую с детства кормили ядами, чтобы во время соития с суженым она отравила его тело. На сюжет этого рассказа созданы пьеса Октавио Паса, опера и фильм.

## Характеристика творчества
Творчество Готорна глубоко впитало пуританскую традицию Новой Англии — исторического центра первых поселенцев. Отвергая слепой фанатизм официальной пуританской идеологии (новелла «Кроткий мальчик»), Готорн идеализировал некоторые черты пуританской этики, видя в ней единственную гарантию нравственной стойкости, чистоты и условие гармонического существования (новелла «Великий карбункул»).

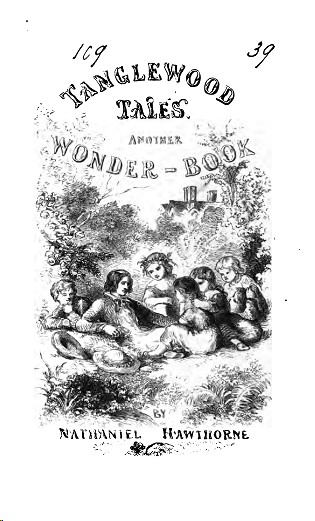
. 1853

В своих новеллах Готорн рисует своеобразную жизнь первых пуританских пришельцев Америки, их всепоглощающее благочестие, суровость и непреклонность их нравственных понятий и трагическую борьбу между прямолинейными требованиями отвлеченной морали и естественными, непреодолимыми стремлениями человеческой природы. В рассказах Готорна особенно ярко выступают живые натуры, которых не иссушила пуританская набожность и которые поэтому становятся жертвами общественных условий. Готорн окружает их поэтическим ореолом, не делая их, однако, протестантами против взглядов окружающей их среды; они действуют инстинктивно и потому глубоко каются и стараются искупить свою «вину» раскаянием.
Реализм бытописательной и психологической части своих рассказов Готорн соединяет с мистической призрачностью некоторых отдельных фигур. Так, например, если Эстер Прин в „Scarlet Letter“ («Алая буква») — вполне живая личность, то её незаконная дочь, грациозная и полудикая — лишь поэтический символ греха матери, совершенно нематериальное существо, сливающее свою жизнь с жизнью полей и лесов.
Взаимосвязь прошлого и настоящего, взаимопроникновение реальности и фантастики, романтический пафос и подробное бытописательство, сатирический гротеск образуют идейно-художественное своеобразие новеллистики и романов Готорна — «Алая буква» (1850, русский перевод 1856), «Дом о семи шпилях» («Дом о семи фронтонах»; 1851, русский перевод 1852; 1975). По уменью возбуждать представления о предметах, не называя их по имени, Готорна можно сравнить с Эдгаром По, с которым он вообще имеет много общего в своих художественных приёмах.
Дополнительную глубину рассказам и романам Готорна придают элементы символизма: отдельные предметы приобретают в его трактовке значение, несопоставимое со своей повседневной функцией, и освещают повествование новым светом. Если в «Алой букве» знак, который героиня вынуждена была носить на груди, стал зримой печатью греха, то во втором романе таких символов несколько, главный среди них — ветшающий среди окружающей бурной растительности дом семейства Пинчонов. В «Погребении Роджера Мэлвина» символическую нагрузку несёт пригнутая в молодости главным героем дубовая ветка.
Писателю свойственно трагическое мироощущение. В творчестве Готорна выразилась романтическая критика современной ему цивилизации и отразились поиски положительного нравственного идеала и полноценной человеческой личности.

## Книги Готорна в современной ему России
Творчество Готорна высоко ценили такие представители русской литературы, как И. С. Тургенев и Н. А. Добролюбов. Н. Г. Чернышевский называл Готорна «писателем великого таланта», хотя и не соглашался с его мировоззрением. В журнале «Современник» предпринималась попытка напечатать статью о Готорне, но она была запрещена цензурой, и переписка по поводу статьи, продолжавшаяся с 29 мая 1852 г. по 22 мая 1853 г., не привела к успеху. Однако удалось добиться разрешений публиковать его произведения. В № 9 «Современника» за 1852 г. был опубликован первый в России перевод новеллы Готорна «Дом о семи шпилях», в предисловии к которому говорилось: «Повести Готорна, говоря вообще, интересны не потому только, что они обнаруживают талант оригинальный и смелый: они представляют замечательное доказательство усилий, какие делает современная американская литература, чтобы освободиться от подавляющей её меркантильности; в этом обществе, занятом единственно развитием материального своего благосостояния, являются уже мыслители и поэты, известные внутри и заграницей». Журнал «Современник» и в последующие годы публиковал сочинения Готорна.

## Избранная библиография
- Сборники рассказов:
  - «Дважды рассказанные рассказы» (Twice-Told Tales, 1837, 1842),
  - «Мхи старой усадьбы» (Mosses from an Old Manse, 1846),
  - «Снегурочка и другие дважды рассказанные рассказы» (The Snow-Image and Other Twice-Told Tales, 1851).
- Книги для детей:
  - «Дедушкино кресло» (Grandfather’s Chair, 1841),
  - «Знаменитые старики» (Famous Old People, 1841),
  - «Дерево свободы» (Liberty Tree, 1841),
  - «Биографические рассказы для детей» (Biographical Stories for Children, 1842),
  - «Книга чудес для девочек и мальчиков» (A Wonder Book For Girls and Boys, 1851),
  - «Тэнглвудские рассказы» (Tanglewood Tales, 1853).
- Романы:
  - «Алая буква» (The Scarlet Letter, 1850, рус. пер. 1856, 1957),
  - «Дом о семи фронтонах» (The House of the Seven Gables, 1851, рус. пер. 1852, 1975),
  - «Блитдейл» (The Blithedale Romance, 1852; рус. пер. 1912; «Счастливый дол», 1982).
  - «Мраморный фавн» (The Marble Fawn, or The Romance of Monte Beni 1860, рус. пер. «Переворот», 1860; рус. перевод «Монте-Бени», 1861 г.).
- «Наша старая родина» (Our Old Home, 1863) — очерки об Англии.
- Сборник «Всеобщая история Питера Парли» (Peter Parley’s Universal History, 1837)